# Angelo Quaglio il Giovane
Angelo Quaglio il Giovane (Monaco di Baviera, 13 dicembre 1829 – Monaco di Baviera, 5 gennaio 1890) è stato uno scenografo tedesco di origini italiane.

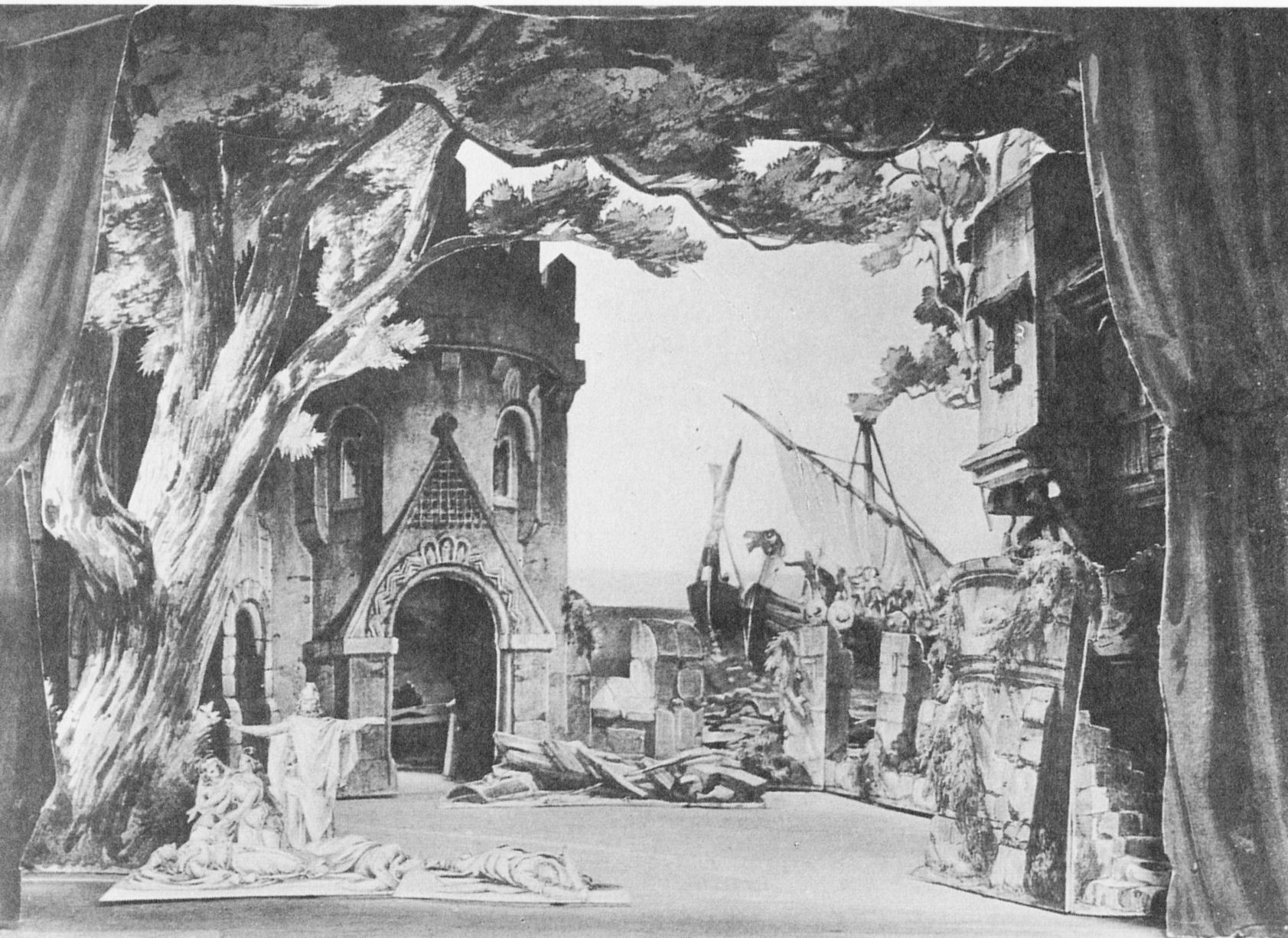
Scenografia per Tristano e Isotta di Richard Wagner

Lavorò principalmente a Monaco con Richard Wagner all'allestimento delle prime di diverse sue opere.

## Biografia
Angelo faceva parte della famiglia Quaglio originaria di Laino, tra il lago di Como e il lago di Lugano.  
Il padre di Angelo, Simon Quaglio (1795–1878), fu uno scenografo tedesco che operò principalmente a Monaco. Durante la sua carriera lavorò ad oltre 100 produzioni e fu tra i primi scenografi ad utilizzare scene costruite anziché fondali bidimensionali.
Il padre di Simone, Giuseppe Quaglio (1747–1828), fu pittore di scena a Mannheim, Francoforte e Ludwigsburg. 
Il fratello di Simone e zio di Angelo, Angelo Quaglio il Vecchio (1778-1815), fu architetto e pittore. Dipinse paesaggi e soggetti architettonici per il Sulpiz Boisserée nel Duomo di Colonia.